# Eupogonius columbianus
Eupogonius columbianus là một loài bọ cánh cứng trong họ Cerambycidae.